# Валя-Лупулуй (Бузеу)
Валя-Лупулуй (рум. Valea Lupului) — село у повіті Бузеу в Румунії. Адміністративно підпорядковане місту Петирладжеле.
Село розташоване на відстані 103 км на північ від Бухареста, 43 км на північний захід від Бузеу, 131 км на захід від Галаца, 66 км на південний схід від Брашова.

## Населення
За даними перепису населення 2002 року у селі проживали 520 осіб, усі — румуни. Усі жителі села рідною мовою назвали румунську.